# Gove megye
Gove megye az Amerikai Egyesült Államokban, azon belül Kansas államban található. Megyeszékhelye Gove City, legnagyobb városa Quinter. Lakosainak száma 2718 fő (2020. április 1.). Gove megye Sheridan, Lane, Graham, Trego, Ness, Scott, Logan és Thomas megyékkel határos.

## Népesség
A megye népességének változása:
| Lakosok száma | 2683 | 2687 | 2722 | 2769 | 2640 | 2718 |
|               | 2010 | 2011 | 2012 | 2013 | 2015 | 2020 |